# Dobrinisjte

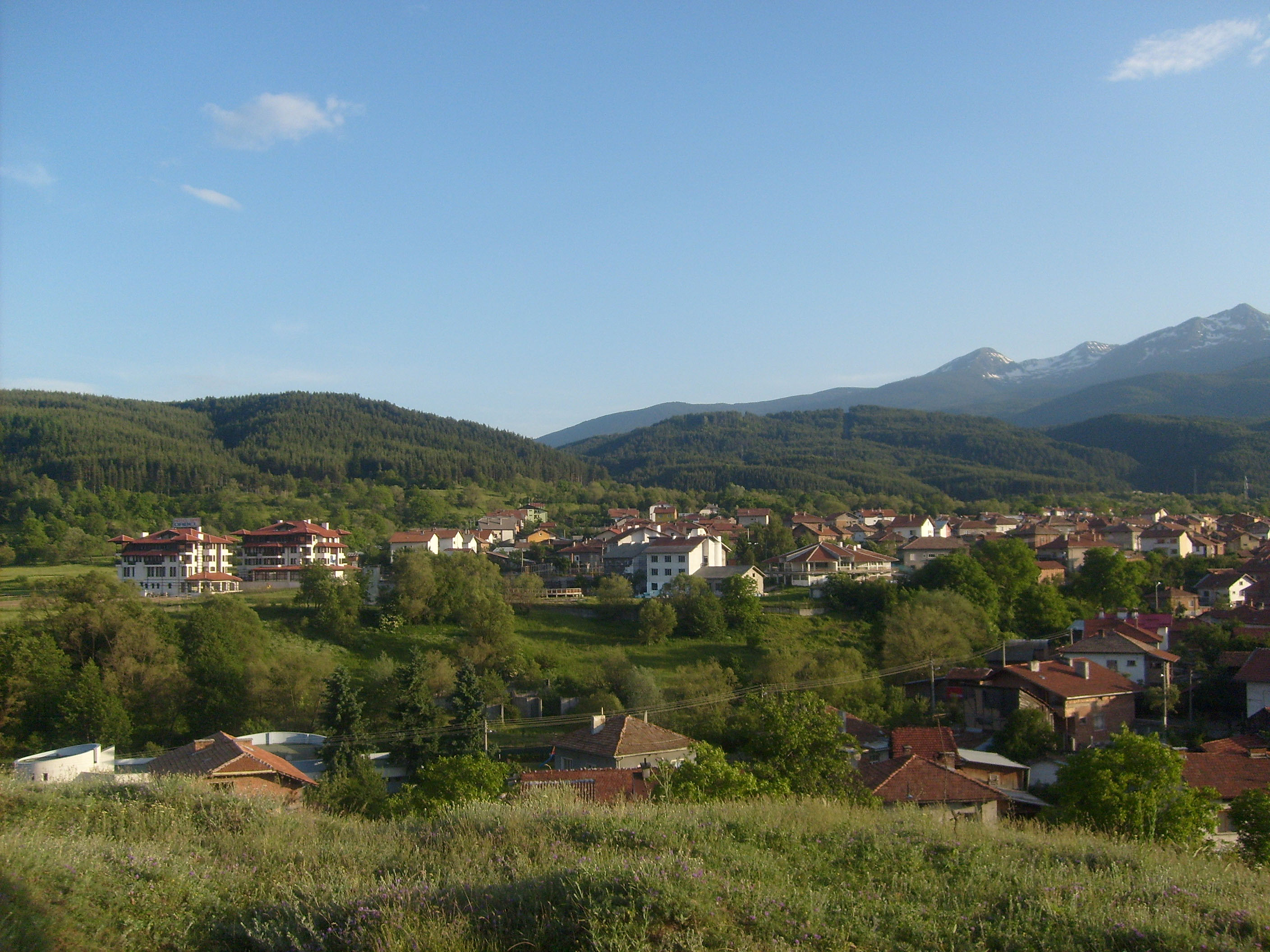
Uitzicht op Dobrinisjte

Dobrinisjte (Bulgaars: Добринище) is een kleine stad in de gemeente Bansko in de oblast Blagoëvgrad in het zuidwesten van Bulgarije. Op 31 december 2019 telde de stad Dobrinisjte 2588 inwoners.

## Bevolking
Op 31 december 2019 telde de stad Dobrinisjte 2588 inwoners, een daling vergeleken met de voorafgaande volkstellingen sinds de val van het communisme.